# Martin Roald-Arbøl
Martin Roald-Arbøl  (født 28. oktober 1955) er en dansk idrætsleder og fagforeningsleder. Roald-Arbøl var formand for Dansk Atletik Forbund fra 2004 hvor han overtog posten efter Thomas Thomsen frem til marts 2008, hvor han afløstes af Søren B. Henriksen. Han var tidligere forbundets generalsekretær i perioden 1988-2004. Han er folkeskolelærer og tillidsmand på Engstrandskolen i Hvidovre, og er næstformand i Hvidovre Lærerforening. Martin Roald-Arbøl er gift med Vibeke Dall, og sammen har de sønnen Mikkel Roald-Arbøl.

## Atletik
Martin Roald-Arbøl startede sin atletikkarriere som aktiv hækkeløber, men kastede sig tidligt over træner- og lederarbejde. Han har været involveret i lokalatletik siden 1970, dengang i Hvidovre IF. Et af hans store mål som foreningsleder var at slå de to lokale atletikforeninger, Hvidovre IF og Hvidovre AK, sammen, en fusion der blev realiseret i 1997.  
Roald-Arbøl var generalsekretær i Dansk Atletik Forbund fra 1988-2004, hvorefter han fortsatte som formand fra 2004-2008. Han er fortsat formand for teknisk komité, samt formand for Nordiske Teknisk Komité. Fra 2008-2011 var han en del af European Athletics Reflection Commision.  
I 2013 blev Roald-Arbøl Internation Technical Official (ITO) under European Athletics, og var teknisk ansvarlig ved World Half Marathon Championships i København 2014.  
Martin Roald-Arbøl er blevet udpeget som midlertidig Technical Director i European Masters Association indtil 2017, når der holdes generalforsamling i forbindelse med EM for Masters i Århus. Ved disse mesterskaber er Roald-Arbøl også udpeget som teknisk delegeret. 

## Referenceliste
1. ↑  "Engstrandskolen - Skolens personale". Arkiveret fra originalen 23. november 2016. Hentet 23. november 2016.
2. ↑  Kredsstyrelsen - Kreds014
3. 1 2  "Hvidovre Avis: Lokale og regionale nyheder". Arkiveret fra originalen 23. november 2016. Hentet 23. november 2016.
4. ↑  "Arkiveret kopi" (PDF). Arkiveret fra originalen (PDF) 23. november 2016. Hentet 23. november 2016.
5. ↑  "European Athletics Commissions announced for 2008-2011". Arkiveret fra originalen 4. marts 2018. Hentet 23. november 2016.
6. 1 2 3  "DAF". Arkiveret fra originalen 14. maj 2016. Hentet 23. november 2016.